# Liste der Bodendenkmäler in Erlangen
Auf dieser Seite sind die Bodendenkmäler in der mittelfränkischen kreisfreien Stadt Erlangen zusammengestellt. Diese Tabelle ist eine Teilliste der Liste der Bodendenkmäler in Bayern. Grundlage ist die Bayerische Denkmalliste, die auf Basis des Bayerischen Denkmalschutzgesetzes vom 1. Oktober 1973 erstmals erstellt wurde und seither durch das Bayerische Landesamt für Denkmalpflege geführt wird. Die folgenden Angaben ersetzen nicht die rechtsverbindliche Auskunft der Denkmalschutzbehörde.

## Bodendenkmäler in Erlangen
| Lage                                | Objekt | Akten-Nr.     | Bild |
| ----------------------------------- | --- | ------------- | ---- |
| Mönau Erlangen (Standort)           | Bestattungsplatz mit Grabhügeln vorgeschichtlicher Zeitstellung mit Bestattungen der Bronze- und der Urnenfelderzeit sowie der Hallstatt- und der Latènezeit. | D-5-6331-0034 |      |
| Mönau Erlangen (Standort)           | Bestattungsplatz mit Grabhügel vorgeschichtlicher Zeitstellung. | D-5-6331-0045 |      |
| Großdechsendorf Erlangen (Standort) | Wüstung des frühen Mittelalters. | D-5-6331-0056 |      |
| Großdechsendorf Erlangen (Standort) | Wüstung des Mittelalters. | D-5-6331-0064 |      |
| Erlangen (Standort)                 | Siedlung der Bronzezeit. | D-5-6332-0038 |      |
| Erlangen (Standort)                 | Siedlung der Frühhallstatt- und Spätlatènezeit. | D-5-6332-0039 |      |
| Erlangen (Standort)                 | Brandgräberfeld der Urnenfelderzeit. | D-5-6332-0040 |      |
| Erlangen (Standort)                 | Siedlung der Urnenfelderzeit. | D-5-6332-0041 |      |
| Erlangen (Standort)                 | Siedlung der Bronze- und Spätlatènezeit. | D-5-6332-0045 |      |
| Erlangen (Standort)                 | Mittelalterlicher Turmhügel. | D-5-6332-0046 |      |
| Erlangen (Standort)                 | Mittelalterlicher Burgstall. | D-5-6332-0067 |      |
| Erlangen (Standort)                 | Siedlung vor- und frühgeschichtlicher Zeitstellung. | D-5-6332-0181 |      |
| Erlangen (Standort)                 | Mittelalterliche und frühneuzeitliche Befunde im Bereich der Evang.-Luth. Martinsbühler Kirche. | D-5-6332-0185 |      |
| Erlangen (Standort)                 | Untertägige spätmittelalterliche Befunde des Altortes von Erlangen. | D-5-6332-0186 |      |
| Erlangen (Standort)                 | Mittelalterliche und frühneuzeitliche Befunde im Bereich der Evang.-Luth. Altstädter Pfarrkirche. | D-5-6332-0187 |      |
| Erlangen (Standort)                 | Mittelalterliche und frühneuzeitliche Befunde im Bereich der Veste. | D-5-6332-0188 |      |
| Erlangen (Standort)                 | Mittelalterliche Stadtbefestigung von Erlangen. | D-5-6332-0189 |      |
| Bruck Erlangen (Standort)           | Siedlung der Latènezeit sowie des frühen und späten Mittelalters. | D-5-6431-0012 |      |
| Büchenbach Erlangen (Standort)      | Bestattungsplatz mit Brandgräbern der Urnenfelderzeit. | D-5-6431-0014 |      |
| Eltersdorf Erlangen (Standort)      | Siedlung der Bronze- und Urnenfelderzeit. | D-5-6431-0018 |      |
| Eltersdorf Erlangen (Standort)      | Siedlung der Urnenfelderzeit. | D-5-6431-0019 |      |
| Frauenaurach Erlangen (Standort)    | Gräberfeld der Urnenfelderzeit. | D-5-6431-0021 |      |
| Hüttendorf Erlangen (Standort)      | Wüstung des frühen Mittelalters. | D-5-6431-0022 |      |
| Kriegenbrunn Erlangen (Standort)    | Siedlung des Neolithikums und Grabhügel der Späthallstattzeit. | D-5-6431-0023 |      |
| Kriegenbrunn Erlangen (Standort)    | Brandgräber der Urnenfelderzeit. | D-5-6431-0024 |      |
| Kriegenbrunn Erlangen (Standort)    | Station des Mesolithikums, Siedlung des Neolithikums sowie Siedlung der Hallstatt- und der späten Latènezeit. | D-5-6431-0026 |      |
| Bruck Erlangen (Standort)           | Archäologische Befunde im Bereich der Evang.-Luth. Kirche St. Peter und Paul in Bruck, ihres spätmittelalterlichen Vorgängerbaus sowie des zugehörigen Friedhofs mit Körperbestattungen des späten Mittelalters und der Neuzeit einschließlich der untertägigen Reste der mehrphasigen Wehrmauer aus Sandsteinquadern und Bruchsteinen. | D-5-6431-0027 |      |
| Frauenaurach Erlangen (Standort)    | Siedlung vorgeschichtlicher Zeitstellung. | D-5-6431-0080 |      |
| Hüttendorf Erlangen (Standort)      | Siedlung vorgeschichtlicher Zeitstellung. | D-5-6431-0081 |      |
| Hüttendorf Erlangen (Standort)      | Freilandstation des Epipaläolithikums oder Mesolithikums, Siedlung vorgeschichtlicher Zeitstellung. | D-5-6431-0108 |      |
| Hüttendorf Erlangen (Standort)      | Freilandstation des Epipaläolithikums oder Mesolithikums, Siedlung vorgeschichtlicher Zeitstellung. | D-5-6431-0109 |      |
| Hüttendorf Erlangen (Standort)      | Siedlung vorgeschichtlicher Zeitstellung. | D-5-6431-0110 |      |
| Büchenbach Erlangen (Standort)      | Mittelalterliche und frühneuzeitliche Befunde im Bereich der Kath. Pfarrkirche St. Xystus. | D-5-6431-0135 |      |
| Eltersdorf Erlangen (Standort)      | Mittelalterliche und frühneuzeitliche Befunde im Bereich der Evang.-Luth. St. Egidienkirche. | D-5-6431-0137 |      |
| Frauenaurach Erlangen (Standort)    | Freilandstation des Epipaläolithikums. | D-5-6431-0138 |      |
| Frauenaurach Erlangen (Standort)    | Spätmittelalterliche und frühneuzeitliche Befunde im Bereich des ehem. Dominikanerinnenklosters und der Evang.-Luth. Pfarrkirche St. Matthäus (ehem. Klosterkirche). | D-5-6431-0140 |      |
| Frauenaurach Erlangen (Standort)    | Spätmittelalterliche und frühneuzeitliche Befunde im Bereich des ehem. Schlosses Frauenaurach. | D-5-6431-0141 |      |
| Kriegenbrunn Erlangen (Standort)    | Mittelalterliche und frühneuzeitliche Befunde im Bereich der Evang.-Luth. Filialkirche St. Johannes der Täufer. | D-5-6431-0143 |      |
| Kriegenbrunn Erlangen (Standort)    | Burgstall des hohen Mittelalters. | D-5-6431-0180 |      |
| Tennenlohe Erlangen (Standort)      | Burgstall des Hochmittelalters. | D-5-6432-0094 |      |
| Tennenlohe Erlangen (Standort)      | Siedlung der Bronzezeit. | D-5-6432-0095 |      |
| Eltersdorf Erlangen (Standort)      | Siedlung der Hallstattzeit. | D-5-6432-0114 |      |
| Eltersdorf Erlangen (Standort)      | Siedlung vorgeschichtlicher Zeitstellung. | D-5-6432-0152 |      |
| Eltersdorf Erlangen (Standort)      | Siedlung vorgeschichtlicher Zeitstellung. | D-5-6432-0153 |      |
| Tennenlohe Erlangen (Standort)      | Siedlung vor- und frühgeschichtlicher Zeitstellung. | D-5-6432-0157 |      |
| Erlangen (Standort)                 | Archäologische Befunde im Bereich der barocken Neustadt von Erlangen. | D-5-6432-0181 |      |
| Tennenlohe Erlangen (Standort)      | Mittelalterliche und frühneuzeitliche Befunde im Bereich der Evang.-Luth. Pfarrkirche St. Maria Magdalena. | D-5-6432-0182 |      |
| Erlangen (Standort)                 | Barockzeitliche Stadtbefestigung von Erlangen. | D-5-6432-0184 |      |